# 穆罕默德·卡拉米
穆罕默德·卡拉米（波斯語：محمد کرمی，1966年1月27日—）是伊斯兰革命卫队准将，自2025年6月起担任伊斯兰革命卫队地面部队司令。自2024年11月起，他还担任伊玛目侯赛因大学卫兵官司令，除此之外卡拉米曾担任易卜拉欣·莱西政府的锡斯坦和俾路支斯坦省省长。